# Carlos Chinin

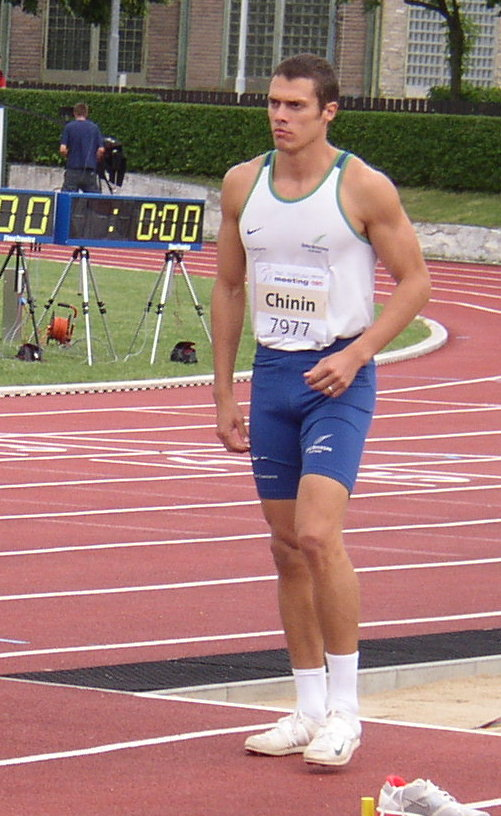
Carlos Chinin (TNT - Fortuna Meeting in Kladno 2011)

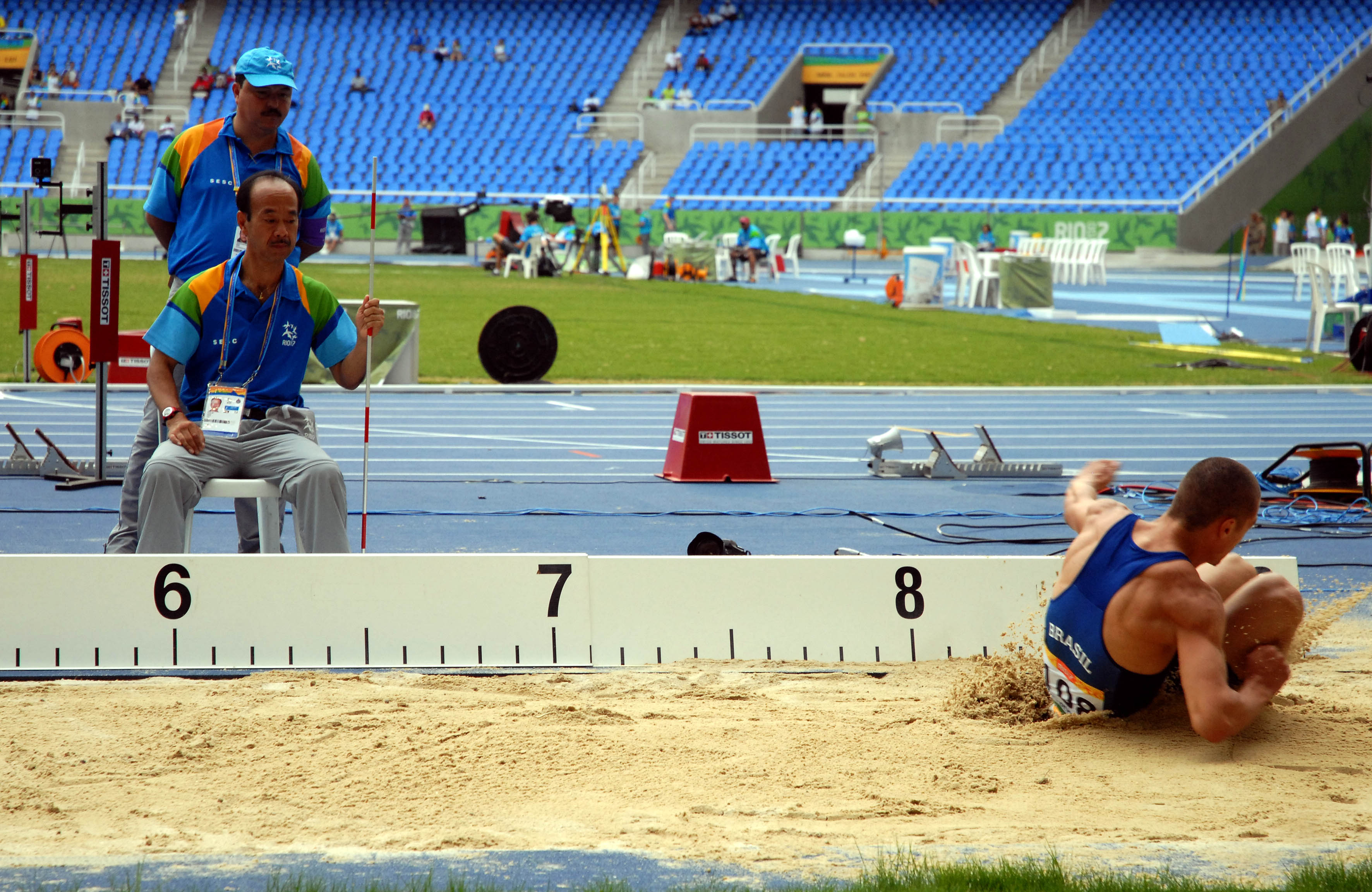
Chinin bei den Panamerikanischen Spielen 2007

Carlos Eduardo Bezerra Chinin (* 3. Mai 1985 in São Paulo) ist ein brasilianischer Zehnkämpfer.
Erste Erfolge feierte Chinin als mehrfacher brasilianischer Jugendmeister. 2007 errang er bei den Panamerikanischen Spielen in Rio de Janeiro die Bronzemedaille. Dort stellte er auch seine persönliche Bestleistung von 7977 Punkten auf. Die gleiche Platzierung erreichte er zwei Wochen später bei der Universiade in Bangkok.
2008 nahm er an den Olympischen Spielen in Peking teil, musste den Wettkampf jedoch nach dem ersten Tag beenden.

## Sportliche Erfolge
- 2002: Brasilianischer Meister Nachwuchs (Achtkampf)
- 2004: Brasilianischer Jugendmeister
- 2005: Brasilianischer Meister U23
- 2006: Südamerikanischer Meister U23 und Südamerikanischer Meister
- 2007: Brasilianischer Meister